# Haggart Creek, Cochrane District
Haggart Creek är ett vattendrag i Kanada.   Det ligger i provinsen Ontario, i den sydöstra delen av landet, 600 km nordväst om huvudstaden Ottawa.
I omgivningarna runt Haggart Creek växer i huvudsak blandskog. Trakten runt Haggart Creek är nära nog obefolkad, med mindre än två invånare per kvadratkilometer.